# إلمر بهنكي
إلمر بهنكي (بالإنجليزية: Elmer Behnke)‏ مواليد 3 فبراير 1929 في روكفورد، هو لاعب كرة سلة أمريكي معتزل. بدأ مسيرته الاحترافية في سنة 1951. تم اختياره من قبل فريق سكرامنتو كينغز خلال الدرافت. يبلغ طوله 6 قدم 7 بوصة (2.0 م). اعتزل اللعب في 1952.

## روابط خارجية
- إلمر بهنكي على موقع إن بي أي (الإنجليزية)
- إلمر بهنكي على موقع سبورتس رفرنس (الإنجليزية)
- إلمر بهنكي على موقع كلية كرة السلة في سبورتس رفرنس.كوم (الإنجليزية)
- إلمر بهنكي على موقع ريلجم (الإنجليزية)
- إلمر بهنكي على موقع بروبوليرز (الإنجليزية)